# モンゴル国における教授法
モンゴル国における教授法（もんごるこくにおけるきょうじゅほう）では、モンゴル国における教授法の変遷について述べる。

## 社会主義時代における教授法
社会主義時代に入ると寺院外に学校が設置され、学校教育が開始された。この時期の学校教育において始まった教授法を「伝統的教授法」と呼ぶことがある。
児童・生徒・学生は、ただひたすら教師が板書したことをノートに書き写し、暗記が学習成果とされた。また教師にとっても、板書量が勤務評定の根拠にされた。
その弊害は外国語教育に顕著に現れている。コミュニケーションの手段としてでは無く、知識として外国語を覚えるため、読み書きは出来ても会話が出来ない場合が多い。

## 民主化以降の教授法
モンゴル教育省は、特に外国語教育における教授法の改善に乗り出しているが、これと言った代案は示されていない。